# Virtus Entella 2022-2023
Questa voce raccoglie le informazioni riguardanti la Virtus Entella nelle competizioni ufficiali della stagione 2022-2023.

## Stagione
Nella stagione 2022-2023 la Virtus Entella disputa il girone B del campionato di Serie C, con 79 punti ottiene il terzo posto finale appaiata al Cesena, secondo gli stessi 79 punti. Disputa i Play-off, grazie al buon piazzamento salta i primi due turni dei Play-off. Entra in scena nel primo turno nazionale, dove incrocia il Gubbio, nella gara di andata gli eugubini si impongono (2-0), nel ritorno i liguri vincono (3-1) superando il turno, nel secondo turno l'Entella affronta il Pescara, nella gara di andata perde (2-1) all'Adriatico, nel ritorno gli abruzzesi vincono anche a Chiavari (2-3) spegnendo i sogni dei biancoazzurri del ritorno in Serie B. La squadra biancoazzurra è allenata da Gennaro Volpe e oltre al buon campionato disputa un ottimo percorso anche nella Coppa Italia di Serie C, dove nel primo turno pareggia (1-1) con la Carrarese, e poi supera il turno vincendo (5-4) ai rigori, nel secondo turno l'Entella supera (1-0) l'Aquila Montevarchi, negli ottavi incrocia la Lucchese, pari (1-1) e poi vittoria (4-2) ai rigori, nei quarti i liguri eliminano (5-2) il Renate. Poi nella doppia semifinale incrocia il L.R. Vicenza, vince (1-0) a Chiavari, ma perde (1-4) dopo i tempi supplementari a Vicenza ed esce dal torneo, poi i veneti vinceranno il trofeo. Miglior marcatore stagionale ancora l'albanese Silvio Merkaj che firma 16 reti, delle quali 13 in campionato e 3 nei Play-off.

## Divise e sponsor
Lo sponsor tecnico per la stagione 2021-2022 è Adidas; tutte e tre le divise sono personalizzate attraverso il programma Miadidas. Main sponsor presente sulle divise da gioco è Duferco Energia.
|  | Casa | Trasferta | Terza divisa |

## Rosa
| N. |                    | Ruolo | Calciatore          |
| -- | ------------------ | ----- | ------------------- |
| 1  | Italia (bandiera)  | P     | Andrea Paroni       |
| 2  | Italia (bandiera)  | D     | Emiliano Bellotti   |
| 3  | Italia (bandiera)  | D     | Luca Barlocco       |
| 4  | Senegal (bandiera) | D     | Paolo Coly          |
| 5  | Italia (bandiera)  | D     | Mattia Giammaresi   |
| 6  | Italia (bandiera)  | D     | Stefano Di Mario    |
| 7  | Italia (bandiera)  | C     | Daniele Dessena     |
| 7  | Italia (bandiera)  | A     | Vincenzo Ferrara    |
| 8  | Italia (bandiera)  | C     | Leonardo Di Cosmo   |
| 8  | Italia (bandiera)  | C     | Giacomo Tomaselli   |
| 9  | Uruguay (bandiera) | C     | Gastón Ramírez      |
| 10 | Italia (bandiera)  | C     | Luca Clemenza       |
| 11 | Italia (bandiera)  | D     | Giulio Favale       |
| 12 | Italia (bandiera)  | P     | Ruben Rinaldini     |
| 13 | Italia (bandiera)  | D     | Davide Zappella     |
| 14 | Italia (bandiera)  | C     | Andrea Corbari      |
| 15 | Italia (bandiera)  | D     | Michele Pellizzer   |
| 16 | Italia (bandiera)  | C     | Joshua Tenkorang    |
| 17 | Italia (bandiera)  | C     | Simone Tascone      |
| 18 | Italia (bandiera)  | A     | Alessandro Faggioli |

| N. |                    | Ruolo | Calciatore                 |
| -- | ------------------ | ----- | -------------------------- |
| 19 | Italia (bandiera)  | D     | Marco Chiosa               |
| 20 | Italia (bandiera)  | C     | Leonardo Morosini          |
| 21 | Albania (bandiera) | C     | Armand Rada                |
| 22 | Italia (bandiera)  | P     | Victor De Lucia            |
| 23 | Italia (bandiera)  | C     | Andrea Paolucci (capitano) |
| 24 | Italia (bandiera)  | P     | Daniele Borra              |
| 25 | Senegal (bandiera) | A     | Elhdji Alioune Thioune     |
| 26 | Italia (bandiera)  | C     | Riccardo Palmieri          |
| 26 | Italia (bandiera)  | C     | Claudio Manzi              |
| 28 | Italia (bandiera)  | D     | Stefano Reali              |
| 29 | Italia (bandiera)  | A     | Emanuele Banfi             |
| 30 | Italia (bandiera)  | A     | Luca Zamparo               |
| 31 | Francia (bandiera) | A     | Abdou Doumbia              |
| 33 | Albania (bandiera) | A     | Silvio Merkaj              |
| 34 | Italia (bandiera)  | C     | Gabriele Costa             |
| 36 | Canada (bandiera)  | D     | Kosovar Sadiki             |
| 70 | Italia (bandiera)  | C     | Lorenzo Meazzi             |
| 77 | Italia (bandiera)  | D     | Luca Parodi                |
| 88 | Grecia (bandiera)  | C     | Antonis Siatounis          |

## Calciomercato

### Sessione estiva(dal 01/07 al 01/09)
| Acquisti | Acquisti            | Acquisti         | Acquisti      |
| R.       | Nome                | da               | Modalità      |
| -------- | ------------------- | ---------------- | ------------- |
| P        | Pietro Balducci     | Sangiuliano City | fine prestito |
| P        | Victor De Lucia     | Frosinone        | definitivo    |
| D        | Andrea Bruno        | Legnago          | fine prestito |
| D        | Giulio Favale       | Cesena           | definitivo    |
| D        | Luca Parodi         | Alessandria      | definitivo    |
| D        | Davide Zappella     | Empoli           | definitivo    |
| C        | Simone Andreis      | Rimini           | fine prestito |
| C        | Cassio Cardoselli   | Siena            | fine prestito |
| C        | Manuel Cicconi      | Renate           | fine prestito |
| C        | Andrea Corbari      | Piacenza         | definitivo    |
| C        | Īlias Koutsoupias   | Ternana          | fine prestito |
| C        | Gastón Ramírez      |                  | svincolato    |
| C        | Simone Tascone      | Turris           | definitivo    |
| C        | Joshua Tenkorang    | Cremonese        | prestito      |
| A        | Luca Clemenza       | Pescara          | definitivo    |
| A        | Mattia De Rigo      | Virtus Verona    | fine prestito |
| A        | Abdou Doumbia       | Carrarese        | definitivo    |
| A        | Andrea Magrassi     | Pontedera        | fine prestito |
| A        | Alessandro Faggioli | Ancona           | definitivo    |
| A        | Tomi Petrović       | Lecco            | fine prestito |
| A        | Luca Zamparo        | Reggiana         | definitivo    |

| Cessioni | Cessioni           | Cessioni           | Cessioni                         |
| R.       | Nome               | a                  | Modalità                         |
| -------- | ------------------ | ------------------ | -------------------------------- |
| P        | Pietro Balducci    | Carpi              | prestito                         |
| P        | Ovidijus Siaulys   | Virtus Verona      | prestito                         |
| D        | Davide Alesso      | Desenzano          | definitivo                       |
| D        | Andrea Bruno       | Livorno            | definitivo                       |
| D        | Gabriel Cléùr      | Western Sydney     | definitivo                       |
| D        | Mauro Coppolaro    | Modena             | definitivo                       |
| D        | Ivan De Santis     | Monopoli           | definitivo                       |
| D        | Markus Pavic       |                    | svincolato                       |
| D        | Matías Silvestre   |                    | svincolato                       |
| C        | Simone Andreis     | Viterbese          | definitivo                       |
| C        | Cassio Cardoselli  | Virtus Francavilla | definitivo                       |
| C        | Manuel Cicconi     | Carrarese          | definitivo                       |
| C        | Nermin Karić       | Benevento          | definitivo                       |
| C        | Ilias Koutsoupias  | Benevento          | prestito con obbligo di riscatto |
| C        | Jacopo Lipani      | Monterosi Tuscia   | prestito                         |
| C        | Federico Macca     | Virtus Francavilla | prestito                         |
| C        | Andrea Schenetti   | Foggia             | definitivo                       |
| A        | Alessandro Capello | Carrarese          | definitivo                       |
| A        | Mattia De Rigo     | Sona               | definitivo                       |
| A        | Facundo Lescano    | Pescara            | definitivo                       |
| A        | Andrea Magrassi    | Cittadella         | definitivo                       |
| A        | Claudio Morra      | Piacenza           | definitivo                       |
| A        | Tomi Petrović      | Pordenone          | definitivo                       |
| A        | Davide Villa       | Carpi              | definitivo                       |

### Sessione invernale(dal 02/01 al 31/01)
| Acquisti | Acquisti          | Acquisti    | Acquisti   |
| R.       | Nome              | da          | Modalità   |
| -------- | ----------------- | ----------- | ---------- |
| C        | Antonis Siatounis | Monza       | definitivo |
| D        | Claudio Manzi     | Turris      | definitivo |
| C        | Giacomo Tomaselli | AlbinoLeffe | definitivo |

| Cessioni | Cessioni          | Cessioni     | Cessioni                         |
| R.       | Nome              | a            | Modalità                         |
| -------- | ----------------- | ------------ | -------------------------------- |
| C        | Leonardo Di Cosmo | Trento       | definitivo                       |
| C        | Riccardo Palmieri | Carrarese    | definitivo                       |
| C        | Daniele Dessena   | Olbia        | prestito con obbligo di riscatto |
| A        | Abdou Doumbia     | Pergolettese | definitivo                       |

## Risultati

### Serie C

#### Girone di andata
| Arbitro: | Lovison (Padova) |

|             |           |  |
| Tascone 37’ | Marcatori |  |

| Arbitro: | Virgilio (Trapani) |

|               |           |                                              |
| Galeandro 50’ | Marcatori | 43’ (aut.) Checchi 58’ Clemenza 78’ Faggioli |

| Arbitro: | Bonacina (Bergamo) |

|  |           |                        |
|  | Marcatori | 12’ Sereni 76’ Santini |

| Arbitro: | Calzavara (Varese) |

|                                |           |            |
| Giannetti 18’ Capello 21’, 85’ | Marcatori | 31’ Sadiki |

| Gubbio 24 settembre 2022, ore 17:30 CEST 5ª giornata | Gubbio          | 0 – 0 referto | Virtus Entella | Stadio Pietro Barbetti (1 072 spett.)\| Arbitro: \| Luongo (Napoli) \| |
| Arbitro:                                             | Luongo (Napoli) |               |                |                                                                        |

| Chiavari 2 ottobre 2022, ore 14:30 CEST 6ª giornata | Virtus Entella  | 0 – 0 referto | Imolese | Stadio comunale (1 449 spett.)\| Arbitro: \| Marotta (Sapri) \| |
| Arbitro:                                            | Marotta (Sapri) |               |         |                                                                 |

| Arbitro: | Diop (Treviglio) |

|  |           |               |
|  | Marcatori | 42’ Tenkorang |

| Arbitro: | Crezzini (Siena) |

|                        |           |             |
| Zamparo 36’ Merkaj 79’ | Marcatori | 79’ Bellodi |

| Arbitro: | Gemelli (Messina) |

|             |           |                               |
| Italeng 27’ | Marcatori | 3’ Merkaj 78’ (rig.) Faggioli |

| Arbitro: | Nicolini (Brescia) |

|                                                |           |                     |
| Merkaj 70’ (rig.) Tenkorang 82’ Faggioli 90+5’ | Marcatori | 12’, 40’ Di Massimo |

| Arbitro: | Costanza (Agrigento) |

|  |           |              |
|  | Marcatori | 80’ Faggioli |

| Chiavari 5 novembre 2022, ore 21:00 CET 12ª giornata | Virtus Entella | 0 – 0 referto | Reggiana | Stadio Comunale (2 185 spett.)\| Arbitro: \| Saia (Palermo) \| |
| Arbitro:                                             | Saia (Palermo) |               |          |                                                                |

| Chiavari 14 novembre 2022, ore 20:30 CET 13ª giornata | Virtus Entella | 0 – 0 referto | Cesena | Stadio comunale (1 300 spett.)\| Arbitro: \| Maggio (Lodi) \| |
| Arbitro:                                              | Maggio (Lodi)  |               |        |                                                               |

| Arbitro: | Perri (Roma) |

|               |           |             |
| Marzierli 53’ | Marcatori | 67’ Zamparo |

| Arbitro: | Zanotti (Rimini) |

|                           |           |                   |
| Tenkorang 30’ Zamparo 59’ | Marcatori | 84’ (rig.) Fedato |

| Arbitro: | Scarpa (Collegno) |

|                              |           |             |
| Catanese 5’ G. Benedetti 59’ | Marcatori | 30’ Zamparo |

| Arbitro: | Giordano (Novara) |

|              |           |             |
| Mastalli 90’ | Marcatori | 31’ Favalle |

| Arbitro: | Fiero (Pistoia) |

|             |           |                        |
| Carpani 62’ | Marcatori | 60’ Meazzi 67’ Zamparo |

| Arbitro: | Arena (Torre del Greco) |

|            |           |                         |
| Merkaj 35’ | Marcatori | 9’ Frediani 83’ Favalli |

#### Girone di ritorno
| Arbitro: | Lovison (Padova) |

|  |           |             |
|  | Marcatori | 37’ Tascone |

| Arbitro: | Gigliotti (Cosenza) |

|                                                            |           |                                     |
| Merkaj 34’ L. Morosini 67’ Meazzi 73’ Ramírez 90+2’ (rig.) | Marcatori | 22’ (rig.) Martignago 32’ Galeandro |

| Arbitro: | Di Marco (Ciampino) |

|              |           |                                            |
| Rossetti 53’ | Marcatori | 18’, 56’ Merkaj 49’ Rada 90+3’ L. Morosini |

| Arbitro: | Kumara (Verona) |

|                                             |           |  |
| Corbari 22’ Merkaj 45’ Rada 47’ Zamparo 81’ | Marcatori |  |

| Chiavari 28 gennaio 2023, ore 14:30 CET 24ª giornata | Virtus Entella     | 0 – 0 referto | Gubbio | Stadio comunale (931 spett.)\| Arbitro: \| Monaldi (Macerata) \| |
| Arbitro:                                             | Monaldi (Macerata) |               |        |                                                                  |

| Arbitro: | Bordin (Bassano del Grappa) |

|                   |           |                           |
| Simeri 41’ (rig.) | Marcatori | 86’ Faggioli 90+5’ Merkaj |

| Arbitro: | Fiero (Pistoia) |

|                        |           |  |
| L. Morosini 76’, 90+6’ | Marcatori |  |

| Arbitro: | Cavaliere (Paola) |

|                |           |            |
| Travaglini 70’ | Marcatori | 24’ Merkaj |

| Arbitro: | Rinaldi (Bassano del Grappa) |

|                                             |           |  |
| Merkaj 48’ (rig.) Tomaselli 56’ Zamparo 82’ | Marcatori |  |

| Arbitro: | Carrione (Castellammare di Stabia) |

|  |           |                                             |
|  | Marcatori | 16’ Tomaselli 53’ Zamparo 56’ (rig.) Merkaj |

| Arbitro: | Taricone (Perugia) |

|                             |           |               |
| Zamparo 3’, 24’ Corbari 65’ | Marcatori | 86’ Piccinini |

| Arbitro: | Tremolada (Monza) |

|  |           |            |
|  | Marcatori | 67’ Favale |

| Arbitro: | Di Marco (Ciampino) |

|                                                 |           |  |
| S. Shpendi 16’, 89’ Silvestri 32’ Brambilla 50’ | Marcatori |  |

| Arbitro: | Castellone (Napoli) |

|                                                  |           |                     |
| Faggioli 18’ Merkaj 30’ Zamparo 88’ Favale 90+1’ | Marcatori | 72’ (rig.) F. Russo |

| Arbitro: | Perri (Roma) |

|  |           |                        |
|  | Marcatori | 3’ Corbari 76’ Tascone |

| Arbitro: | Bonacina (Bergamo) |

|               |           |  |
| Tenkorang 87’ | Marcatori |  |

| Lucca 6 aprile 2023, ore 20:30 CEST 36ª giornata | Lucchese                      | 0 – 0 | Virtus Entella | Stadio Porta Elisa (1 368 spett.)\| Arbitro: \| Pascarella (Nocera Inferiore) \| |
| Arbitro:                                         | Pascarella (Nocera Inferiore) |       |                |                                                                                  |

| Arbitro: | Caldera (Como) |

|              |           |          |
| Tenkorang 5’ | Marcatori | 51’ Vona |

| Arbitro: | Ancora (Roma) |

|          |           |                            |
| Meli 61’ | Marcatori | 19’ Faggioli 55’ Tomaselli |

### Play-off

#### Primo turno Nazionale
| Arbitro: | Emanuele (Pisa) |

|                              |           |  |
| Bulevardi 52’ Di Stefano 54’ | Marcatori |  |

| Arbitro: | Tremolada (Monza) |

|                            |           |                    |
| Merkaj 4’, 62’ Ramirez 10’ | Marcatori | 85’ (rig.) Vazquez |

#### Secondo turno Nazionale
| Arbitro: | Galipò (Firenze) |

|                     |           |            |
| Merola 65’ Aloi 76’ | Marcatori | 7’ Corbari |

| Arbitro: | Saia (Palermo) |

|                              |           |                                    |
| Merkaj 45’ (rig.) Parodi 86’ | Marcatori | 36’, 72’ Cuppone 60’ Delle Monache |

### Coppa Italia Serie C

#### Turni eliminatori
| Arbitro: | Castellone (Napoli) |

|                                           |                      |                                                 |
| Zamparo 30’                               | Marcatori            | 10’ Samele                                      |
| Merkaj Meazzi Dessena Rada Zamparo Favale | Tiri di rigore 5 – 4 | D'Auria Schiavi Cicconi Pasciuti Capello Marino |

| Arbitro: | Ancora (Roma) |

|              |           |  |
| Palmieri 89’ | Marcatori |  |

#### Fase finale
| Arbitro: | Sfira (Pordenone) |

|                                |                      |                                   |
| Meazzi 26’                     | Marcatori            | 90+2’ Romero                      |
| Tascone Dessena Favale Doumbia | Tiri di rigore 4 – 2 | Romero Alagna Visconti Tumbarello |

| Arbitro: | Centi (Terni) |

|                                                        |           |                                         |
| Reali 10’ Meazzi 32’ Faggioli 43’ Rada 57’ Doumbia 83’ | Marcatori | 35’ Morachioli 90+4’ (rig.) G. Esposito |

| Arbitro: | Saia (Palermo) |

|                 |           |  |
| L. Morosini 67’ | Marcatori |  |

| Arbitro: | Scatena (Avezzano) |

|                                                          |           |              |
| Della Morte 79’ F. Ferrari 103’, 116’ Stoppa 113’ (rig.) | Marcatori | 118’ Zamparo |

## Statistiche

### Statistiche di squadra
Aggiornate al 19 ottobre 2022
| Competizione         | Punti      | In casa | In casa | In casa | In casa | In casa | In casa | In trasferta | In trasferta | In trasferta | In trasferta | In trasferta | In trasferta | Totale | Totale | Totale | Totale | Totale | Totale | D.R. |
| Competizione         | Punti      | G       | V       | N       | P       | Gf      | Gs      | G            | V            | N            | P            | Gf           | Gs           | G      | V      | N      | P      | Gf     | Gs     | D.R. |
| -------------------- | ---------- | ------- | ------- | ------- | ------- | ------- | ------- | ------------ | ------------ | ------------ | ------------ | ------------ | ------------ | ------ | ------ | ------ | ------ | ------ | ------ | ---- |
| Serie C              | 79         | 19      | 11      | 6       | 2       | 32      | 14      | 19           | 12           | 4            | 3            | 28           | 17           | 38     | 23     | 10     | 5      | 60     | 31     | +29  |
| Coppa Italia Serie C | Semifinale | 5       | 3       | 2       | 0       | 9       | 4       | 1            | 0            | 0            | 1            | 1            | 4            | 6      | 3      | 2      | 1      | 10     | 8      | +2   |
| Totale               | 79         | 24      | 14      | 8       | 2       | 41      | 18      | 20           | 12           | 4            | 4            | 29           | 21           | 44     | 26     | 12     | 6      | 70     | 39     | +31  |

### Andamento in campionato
| Giornata  | 1 | 2 | 3 | 4 | 5 | 6 | 7 | 8 | 9 | 10 | 11 | 12 | 13 | 14 | 15 | 16 | 17 | 18 | 19 | 20 | 21 | 22 | 23 | 24 | 25 | 26 | 27 | 28 | 29 | 30 | 31 | 32 | 33 | 34 | 35 | 36 | 37 | 38 |
| --------- | - | - | - | - | - | - | - | - | - | -- | -- | -- | -- | -- | -- | -- | -- | -- | -- | -- | -- | -- | -- | -- | -- | -- | -- | -- | -- | -- | -- | -- | -- | -- | -- | -- | -- | -- |
| Luogo     | C | T | C | T | T | C | T | C | T | C  | T  | C  | C  | T  | C  | T  | C  | T  | C  | T  | C  | T  | C  | C  | T  | C  | T  | C  | T  | C  | T  | T  | C  | T  | C  | T  | C  | T  |
| Risultato | V | V | P | P | N | N | V | V | V | V  | V  | N  | N  | N  | V  | P  | N  | V  | P  | V  | V  | V  | V  | N  | V  | V  | N  | V  | V  | V  | V  | P  | V  | V  | V  | N  | N  | V  |
| Posizione | 1 | 1 | 2 | 3 | 3 | 3 | 3 | 3 | 3 | 2  | 2  | 3  | 3  | 3  | 4  | 5  | 5  | 4  | 4  | 4  | 4  | 4  | 4  | 3  | 3  | 3  | 3  | 3  | 2  | 2  | 2  | 2  | 2  | 2  | 2  | 2  | 3  | 3  |

Legenda:

Luogo: C = Casa; T = Trasferta. Risultato: V = Vittoria; N = Pareggio; P = Sconfitta.